# Dulitana obscura
Dulitana obscura är en insektsart som beskrevs av Victor Lallemand 1939. Dulitana obscura ingår i släktet Dulitana och familjen spottstritar. Inga underarter finns listade i Catalogue of Life.